# Домбровская, Елена Александровна
Елена Александровна Домбровская (27 августа 1926 — 22 мая 2014) — учёный-патологоанатом, доктор медицинских наук, профессор (1970).

## Биография
Елена Александровна Домбровская родилась в 1926 году в Ростове-на-Дону в семье врачей. Мать: Добровская Ида Абрамовна, врач-офтальмолог. Её отец, профессор Александр Иосифович Домбровский (1889—1972) работал в Ростове-на-Дону директором Ростовского областного рентгенорадиологического и онкологического института. Дед её приехал на Дон из Литвы, торговал сельхозинвентарем, стал купцом 1 гильдии. Её дед, Иосиф Мордухович Домбровский (1872—1919), был старостой еврейского молитвенного дома в селе Васильево Мелитопольского уезда, потом стал торговать сельхозинвентарем, стал купцом 1 гильдии.
В 1947 году Елена успешно окончила Ростовский медицинский институт. Училась в аспирантуре на кафедре патологической анатомии Ростовского медицинского института, одновременно работала прозектором в местной больнице.
В 1955 году защитила диссертацию на степень кандидата медицинских наук на тему: «Патологическая анатомия хронических пневмоний с бронхоэктазами». Была ассистентом кафедры патологической анатомии Ростовского медицинского института.
В 1968 году защитила докторскую диссертацию на тему: «Морфологические изменения в надпочечниках при основных формах гипо- и акортицизма». В этом же году получила степень доктора медицинских наук. В 1969 году утверждена в должности заведующей кафедрой нормальной и патологической анатомии медицинского факультета Кабардино-Балкарского университета в Нальчике, в 1970 году стала профессором кафедры. Работала на этой должности с 1 сентября 1969 года по 1 сентября 1990 года, была членом советов по защите диссертаций вузов городов: Краснодара, Ставрополя и Ростова-на-Дону. В эти годы при её участии на кафедре был создан музей патологической анатомии, в котором собрано много анатомических макро- и микропрепаратов.
В 1996 году вернулась в Ростов-на-Дону, где продолжила работать профессором кафедры патологической анатомии Ростовского государственного медицинского университета.
Скончалась 22 мая 2014 года скоропостижно от ХИБС, осложнившейся сердечно-сосудистой недостаточностью, на 88-м году жизни. Похоронена на Северном кладбище в г. Ростове-на-Дону.

## Научная деятельность
Область научных интересов: патоморфология эндокринных желез, патоморфология надпочечниковой недостаточности. Е. А. Домбровская является автором около 150 научных работ, в том числе монография «Патоморфология надпочечниковой недостаточности» (1974). Под руководством Е. А. Домбровской в разное время было подготовлено и защищено 10 кандидатских диссертаций.
В 2004 году Елена Александровна написала книгу воспоминаний о своём наставнике: «Шалва Иосифович Криницкий. Жизнь и деятельность (к 120-летию со дня рождения)».

## Награды и звания
Заслуженный деятель науки Кабардино-Балкарской АССР